# بریشویکرسهایم
بریشویکرسهایم (به فرانسوی: Breuschwickersheim) یک کمون در فرانسه با جمعیت ۱٬۲۲۸ نفر است که در Canton of Mundolsheim واقع شده‌است.